# Hattehalu, Honnali
Hattehalu là một làng thuộc tehsil Honnali, huyện Davanagere, bang Karnataka, Ấn Độ.